# ليني تايلور
ليني تايلور (بالإنجليزية: Lenny Taylor)‏ هو لاعب كرة قدم أمريكية أمريكي، ولد في 15 فبراير 1961 في ميامي في الولايات المتحدة.

## وصلات خارجية
- ليني تايلور على موقع مرجع كرة القدم المحترفة.كوم (الإنجليزية)